# Hepatomegalia
La hepatomegalia es un aumento patológico del tamaño del hígado. Puede ser originada por diversas enfermedades.
Hay que diferenciar este término respecto de "hipertrófica hepática", que es el aumento de tamaño del hígado, pero solo a expensas de los componentes normales del órgano.

## Exploración del hígado
Normalmente el hígado no es palpable, ya que queda por debajo del reborde costal. Es posible delimitarlo mediante percusión: al golpear con los dedos sobre la mano puesta en el abdomen y la parte inferior de las costillas, el sonido que se produce cambia su naturaleza de timpánico (cuando está sobre los pulmones o las asas intestinales, el gas que estas estructuras contienen hace que actúen como caja de resonancia) a mate (sonido sordo que se produce cuando la mano está sobre un órgano sólido).

## Cuadro clínico
Los síntomas del hígado y de las vías biliares son pocos, pero cada uno de ellos presenta varios matices importantes. Dolor en el hígado, el dolor en la vesícula, el agrandamiento hepático, la ictericia, las náuseas y los vómitos.